# Grad v Otrantu
Grad v Otrantu (italijansko Castello di Otranto) je trdnjava mesta Otranto v italijanski deželi Apuliji. Trdnjava, ki je navdihnila prvi gotski roman v zgodovini, Otrantski grad Roberta Walpolea, je tesno povezana z mestnim obzidjem, s katerim tvori skupno obrambo.

## Zgodovina in opis
Grad v Otrantu predstavlja pomemben most mesta na vzhodu in je že od antičnih časov opremljen z obrambo in utrdbami, ki so jih skozi stoletja posodabljali različni lastniki.
Obleganje mesta leta 1067 je utrdbe močno poškodovalo, zato je nekaj let pozneje Robert Guiscard naročil, da jih popravijo in okrepijo. Po drugi strani pa so od rekonstrukcije, ki jo je leta 1228 naročil cesar Friderik II., ostali vidni sledovi stolpa na valjastem osrednjem telesu, ki je bilo integrirano v bastijon v obliki konice, in na severovzhodni kurtini. Analiza kletnih prostorov kaže, da je trdnjava temeljila na pravokotnem jedru v sredini, s cilindričnimi stolpi na vogalih.
Po obleganju Otranta leta 1480, v letu, ko so Turki napadli celotno južno Italijo, je bilo treba trdnjavo obnoviti, kar je bilo storjeno po ukazu neapeljskega vojvode Alfonsa II. Konec tega stoletja, ko so mesto zastavili Benečani, so postavitev še okrepili z namestitvijo topništva. Od faze iz obdobja Aragoncev je ostal le še stolp in del obzidja.
Pravzaprav je za sedanjo podobo trdnjave zaslužen španski podkralj, ki jo je, po projektu toskanskega humanističnega arhitekta Francesca di Giorgia Martinija, spremenil v pravo mojstrovino vojaške arhitekture: izjemna obrambna dela so bila zgrajena leta 1535 pod Don Pedrom Álvarezom de Toledom, od katerega so grbi nad vhodnimi vrati in na zunanjem dvorišču. Dva poligonalna bastijona, dodana na morski strani leta 1578, združujeta prejšnji bastijon Aragoncev. Sredi naslednjega stoletja je bilo G. F. Saponaro iz Lecceja naročeno nadaljnje utrjevanje gradu. Danes je videti kot peterokoten kompleks, obdan s širokim jarkom in s štirimi stolpi, tremi okroglimi iz Carparo apnenca in eno konico, obrnjeno proti morju; na peti strani je dvižni most.
Trdnjava Otranto je navdihnila Roberta Walpolea, da je leta 1764 napisal svoj gotski roman Otrantski grad, Voltaire pa je napisal libreto za komično opero Le Baron d'Otrante leta 1769.